# خليل (عين العرب)
خليل  قرية سوريّة تتبع إداريّاً لمحافظة حلب منطقة عين العرب ناحية مركز شيوخ تحتاني، بلغ تعداد سكانها 433 نسمة حسب التعداد السكاني لعام 2004.